# Монтехо, Франсиско де

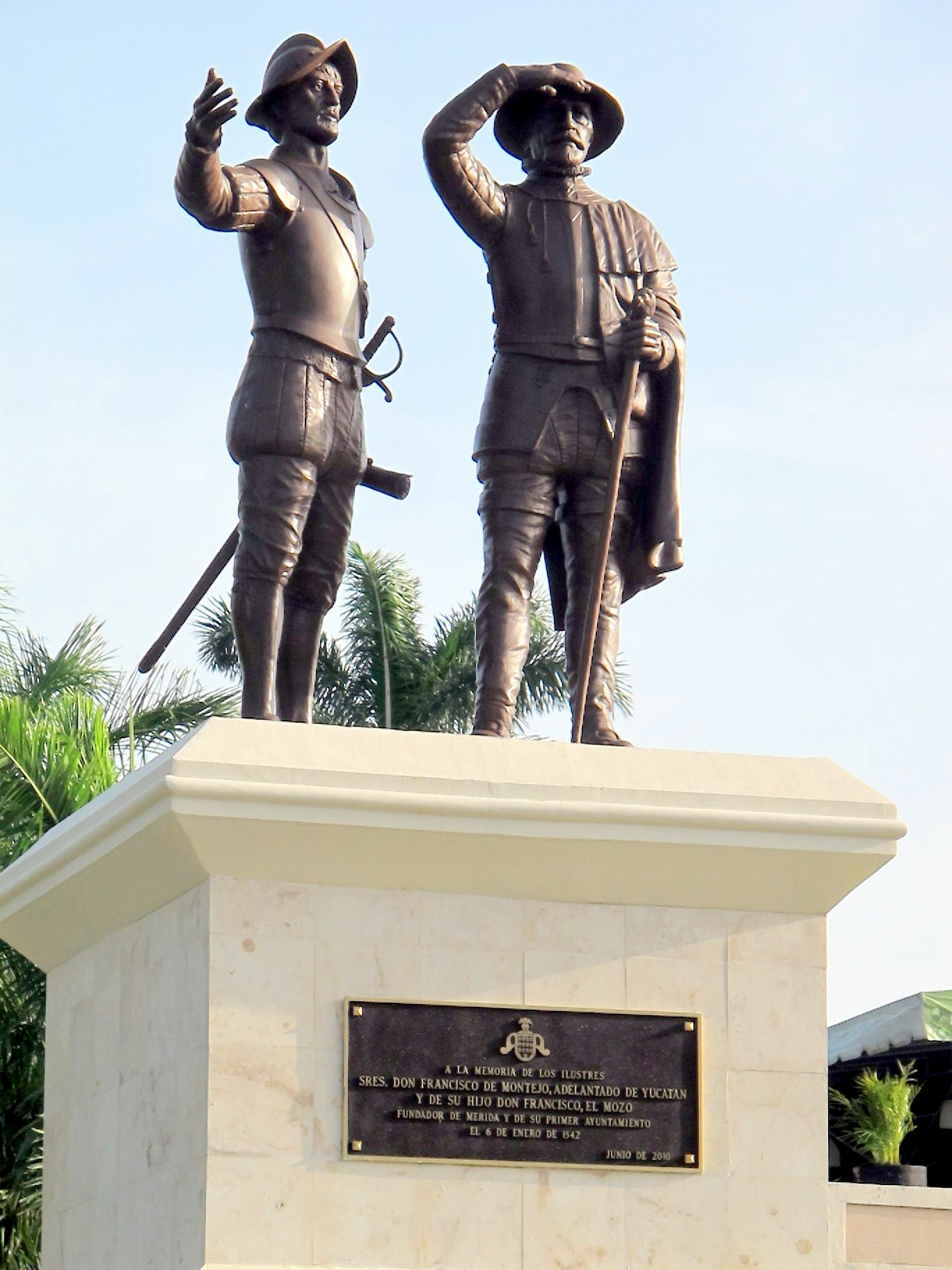
Памятник Монтехо и его сыну в Мериде

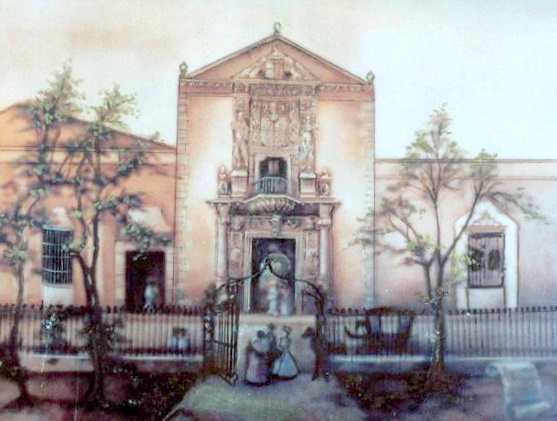
Дом трех Франсиско Монтехо (отца, сына и племянника), построен 1548 году. Расположен на большой площади Мериды, Юкатан. Литография XIX века.

Франсиско де Монтехо и Альварес (исп. Francisco de Montejo y Alverez, 1479?, Саламанка, Испания — 1553?, Испания). Испанский конкистадор с титулом аделантадо, действовавший в Центральной Америке, сподвижник и соперник Грихальвы, Кортеса и Альварадо. Более всего известен как завоеватель Юкатана.

## Личная жизнь
Достоверные сведения о ранних этапах жизненного пути Монтехо отсутствуют. Достоверно известно, что Монтехо получил высшее юридическое образование в испанском университете Саламанки. Также зафиксировано, что приблизительно в декабре 1508 г. там же в Севилье, у Монтехо родился внебрачный ребенок от доньи Анной де Леон из местной аристократической семьи. Мать назвала сына в честь Монтехо, дав ему имя и фамилию отца . Впоследствии этот ребенок известным под именем Монтехо-сын. Во время своего возвращения в Испанию в период с 1519 по 1523 г. он регулярное навещает его, так как донья Анна к тому времени скончалась. Отправляясь обратно в Новый Свет в 1523 году Монтехо забирает с собой сына с свое кубинское поместье, а также родного брата Хуана и его сына Франсиско, которого, во избежание путаницы между тремя полными тезками, называют «Монтехо-племянник». В 1524 сын Монтехо поступил на службу к Кортесу.
В 1525 году во время своего очередного возвращения в Испанию Монтехо взял в жены вдову из знатного рода — донью Беатрис Альварес де Эррера. После свадьбы молодожёны отправились жить в свое семейное поместье расположенное рядом с Саламанкой, где через год на свет появилась дочь Монтехо — Каталина. В 1534 г. его супруга Монтехо вместе с детьми прибывает к нему в Мексику.
1542 году дочь Монтехо — Каталина становится женой местного адвоката Алонсо де Мальдонадо-и-Солис.

## Военная карьера
В 1514 г. Монтехо отправился на Кубу, где поступил на службу к Хуану де Грихальва. Во время экспедиции к Юкатану Монтехо в звании капитана командовал четырьмя судами. Вернувшись на Кубу, Монтехо познакомится с Кортесом, который предложил поступить к нему на службу и принять участие в покорении Мексики. Однако старт этой экспедиции Педрариаса было катастрофическим: за месяц от голода и болезней умерло семьсот человек. Монтехо был в числе выживших, которые открыто высказывали недовольство руководством губернатора Педрариаса, поэтому был вынужден вернулся обратно на Эспаньолу.

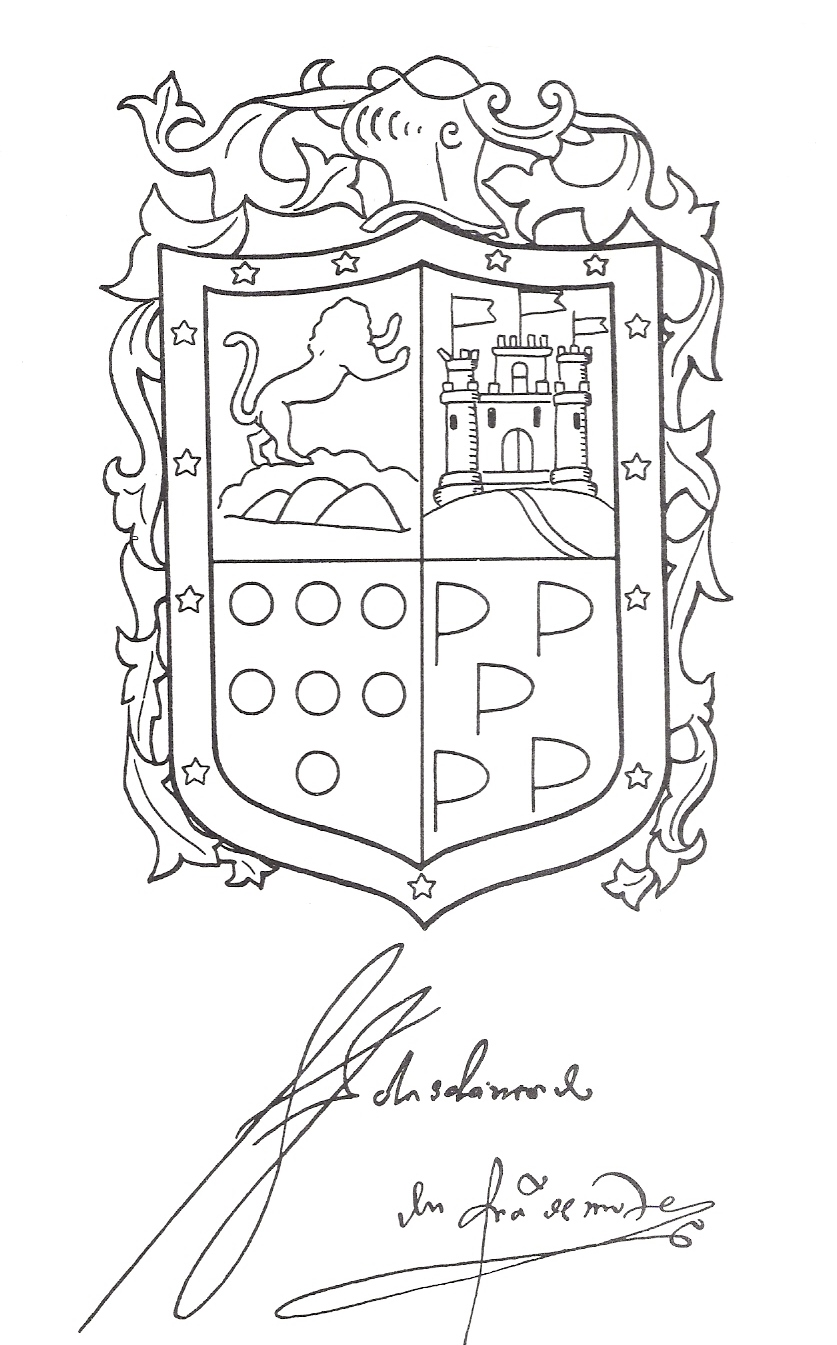
Герб Франсиско де Монтехо, Аделантадо Юкатана.

В 1515 году Монтехо вместе с Альварадо, Берналем, Алонсо де Авилой поступил на службу к Веласкесу, губернатору Кубы. На службе у Веласкеса Монтехо в битвах с индейцами заслужил авторитет и репутацию смелого воина, а позже получил в награду от губернатора энкомьенду которая находилась недалеко от Гаваны. Необходимо также отметить, что Монтехо стал первым европейцем, который достиг территории государства ацтеков, — это произошло в районе нынешнего города Веракрус, которой основал Монтехо. Монтехо, как и Ордас, изначально был сторонником Веласкеса, однако когда Кортес предложил ему должность алькальдо, то Франсиско перешел сторону Кортеса вместе со своими солдатами.
В 1519 г. Кортес поручил Монтехо важное поручение — доставить сокровища и послания о завоевании Мексики королю Карлу V. Монтехо блестяще справился с порученным ему заданием, несмотря на то обстоятельство, что его прибытие в Севилью в октябре 1519 года было в довольно неподходящий момент — король Карл I готовился к принятию короны Священной Римской империи и получения статуса императора. В этот момент Испанией фактически управлял регентский совет, во главе которого был епископ бургосский Хуан Родригес де Фонсека, который также был главой Совета по делам Индий. Несмотря на то обстоятельство, что Фонсека в противовес Кортесу всячески содействовал Диего Веласкесу, благодаря дипломатическим талантам Монтехо он был радушно принят королевским двором. Однако необходимо отметить, что на отношение короля к Кортесу повлияли и присланные им дары: конкистадор убедил солдат отдать часть добычи, а сам отдал все свое золото. Благодаря столь удачному визиту к королевском двору уже 15 октября 1522 года королевским указом Кортес был утвержден генерал-капитаном и губернатором Новой Испании, а Монтехо назначили коррехидором города Веракрус и командующим крепостью Сан-Хуан-де-Улуа. После этого Монтехо ещё на год остается в Испании, где занимается тем, что лоббирует при дворе интересы Кортеса и его новой колонии. Прибыв в 1523 году в Гавану, Монтехо встретился с Олидом, которого Кортес в 1524 году отправил покорять Гондурас.
В середине 1524 года Кортес снова отправляет Монтехо в Испанию для аудиенции при дворе императора Карла V. Дорога Монтехо из Мехико в Испанию заняла почти год, поэтому когда Франсиско прибыл в мае 1525 в Севилью, он узнал о том, что новость об исчезновении Кортеса опередила его, а противники Кортеса лишили его всех назначений и постов.

## Покорение Юкатана
В 1526 году, познакомившись с Алонсо де Авила, Монтехо решает организовать собственную экспедицию в Новый Свет и исследовать Юкатан, который их современники считали большим островом. Наличие связей при дворе императора, а также личное знакомство с императором позволили Монтехо получить капитуляцию в очень короткий срок — за три месяца. Уже 8 декабря 1526 г. Монтехо был королевским указом назначен генерал-капитаном Юкатана и губернатором этой провинции, получил оклад в сто пятьдесят тысяч мараведи ежегодно за губернаторство и сто тысяч за генерал-капитанство; также ему присвоили звание главного альгвасила и аделантадо, которые будут передаваться по наследству «детям его и потомкам во веки веков», а также ему даруется десять квадратных лиг земли (то есть около трехсот квадратных километров) и четыре процента всех доходов с открытых и завоеванных земель. Подготовка к экспедиции заняла меньше полугода, и в мае 1527 года на трех галеонах отплыли в Новый Свет. Донья Беатрис и малолетняя дочь Монтехо остались в Испании до того, как Монтехо покорит Юкатан и прочно обоснуется на новом месте. По пути экспедиция зашла в Санто-Доминго, затем были кратковременные остановки на Кубе и на острове Косумель; после чего корабли направились на запад, к восточному побережью Юкатана.
Покорение Юкатана началось в 1528 г., однако экспедиция сразу же столкнулась с проблемами, вызванными климатом, москитами и неправильно выбранным местом для нового города Новая Саламанка, который основали по приказу Монтехо. Часть солдат начала выступать за то, чтобы вернуться на Кубу или на Косумель. Монтехо, по примеру Кортеса, сжег корабли, исключить возможность возвращения. Однако Монтехо и сам заболел и чуть не умер; а когда выздоровел, то решил перебазироваться в более здоровые места. В Новой Саламанке осталась сотня больных, которым было обещано, что вскоре их всех заберут, а остальных Монтехо и Авила повели на север вдоль побережья. Первоначально испанцам удалось заручиться поддержкой местного населения. Однако при продвижении на запад, достигнув города Чауак-Ха, попали в ловушку, организованную местным касиком. Однако отбив неорганизованное нападение коренного населения и принудив касика заключить мирное соглашение, Монтехо понимал, что индейцы при первой же возможности попытаются отомстить за поражение, поэтому направился в близлежащее селение Аке. Там ситуация повторилась, испанцам пришлось сражаться с противником, который десятикратно превышал число конкистадоров. Монтехо в очередной раз удалось договориться о перемирии с нападающими, но в целях безопасности он был вынужден покинуть селение, решив вернуться обратно в Новую Саламанку — туда Монтехо решил отправиться по новому маршруту и вышел на юго-запад. Там он первым из европейцев увидел руины бывшей столицы майя-тольтекского государства, города Чичен- Ица.
Вернувшись в Новую Саламанку Монтехо обнаружил всего восемнадцать выживших. По итогам шестимесячной экспедиции Монтехо потерял три четверти людей — из трёхсот восьмидесяти осталась сотня, большая часть которых погибла не от оружия коренного населения, а от болезней, вызванных губительным климатом царившем в покоренных землях и москитов.
После прибытия еще одного галеона с подкреплением из Санто-Доминго, Монтехо снова направляется на поиски места для нового поселения и прибывает в залив Четумаль, где обнаруживает испанца Франсиско Герреро, который попал в плен к майя вместе с Херонимо де Агиляром, переводчиком Кортеса. Монтехо решает перенести Новою Саламанку сюда, однако Герреро обманом заставляет его отказаться от этих планов и покинуть эту местность.
Придя к выводу, что ресурсов для покорения Юкатана у него недостаточно, Монтехо отбыл в Мексику вербовать солдат и закупать снаряжение, а Авилу и гарнизон остались в Новой Саламанке.
Прибыв в апреле 1528 года в Мехико, он отправляется на прием к Кортесу. Там он узнал, что Кортес в ходе гондурасской экспедиции сам смог убедиться, что Юкатан не остров, а полуостров, который граничит с землями Табаско, откуда восемь лет назад Кортес начинал завоевательный поход в Мексику. По совету Кортеса, Монтехо решает покорить Юкатан с запада, создав базу в Табаско. Однако в капитуляции, выданной Монтехо в Испании не говорилось о Табаско, поэтому присутствие Монтехо там считалось бы незаконным. Чтобы получить такое разрешение, ему пришлось просить президента Нуньо де Гусмана, назначить его губернатором Табаско. Получив необходимые полномочия, зафрахтовав три корабля, с провизией и воинами, в 1530 г. Монтехо отправил своего сына морем в Табаско, в город Санта-Мария-де-ла-Виктория, а сам с батальоном кавалерии отправился туда сушей.
Кроме того индейцы майя, населявшие восточное побережье, особенно в Тулуме и Четумале, оказывали ожесточённое сопротивление. Монтехо применял самые варварские казни, вырезал целые селения и бросал женщин и детей боевым псам на растерзание.
Первоначально эта экспедиция была несколько успешнее предыдущей. Прибыв в Табаско, Монтехо первым делом отправил корабли на восточный берег Юкатана чтобы забрать оттуда всех колонистов, которые уже больше года дожидались возвращения аделантадо. Как только были собраны все силы, Монтехо предпринял экспедицию на Юкатан: решено было двигаться вверх по реке Грихальва в Чьяпас, а оттуда с юга проникнуть в неведомые земли полуострова Однако из-за болезни Монтехо пришлось вернуться, оставив во главе войска Авилу.
В июле 1531 года Монтехо и Авила снова разделились, каждый направился своим маршрутом, договорившись встретиться в Четумале. Монтехо обследовал северо-западное побережье полуострова и, движимый любопытством, забрался в глубь полуострова.
Снова оказавшись на территории Чичен-Ицы, Монтехо основал город Сьюдад-Реал. Однако в дальнейшем из-за убийства местного касика, Монтехо с отрядом был вынужден бежать оттуда применив хитрость. Испанцы оставили собаку привязанную к колоколу, которая, желая сопровождать своих хозяев, звонила всю ночь, заставляю индейцев думать, что те взывают о помощи.
В 1533 году Монтехо вернулся в Саламанку-де-Кампече, где с гарнизоном располагался Монтехо-младший. Там он снова встретил Авилу, который пересек полуостров с запада на восток через сельву, а потом на индейских каноэ добрался до Гондураса.
В начале 1534 г. Монтехо и Авила прибыли в Мексику, оставив Монтехо в Саламанку-де-Кампече с небольшим гарнизоном.
Прибыв в Мексику встречает супругу и начинает заниматься организацией новой экспедиции, пытаясь получить должность губернатора Гондураса.
Королевский указом о назначении Монтехо губернатором Гондураса, вызвал вооруженный конфликт со сторонниками Альварадо, который был назначенным на эту же должность годом ранее и который в то время находился в Испании. В 1539 г. Альварадо вернулся в Новый Свет, имея широкие королевские полномочия на управление Гватемалой и Гондурасом. Альварадо предлагает Монтехо в управление провинцию Чьяпас. В 1540 году Монтехо назначил сына своим заместителем и передал ему все титулы и полномочия по завоеванию Юкатана, а сам остался управлять Чьяпасом.
В 1540 г. Монтехо организовал новое наступление на Юкатан, на этот раз завершившееся завоеванием полуострова. Основную роль в нём играл старший сын Монтехо — Франсиско де Монтехо Эль-Мосо (1508? — 1565). Монтехо Младший активно воевал в Кинтана-Роо, основал города Кампече (1540 г.) и Мериду (1542 г.). Всего на Юкатане он основал семь городов, каждый из которых носил при основании название Саламанка.
В 1546 г. Монтехо вновь вступает в полномочия генерал-капитана и аделантадо Юкатана, но из-за многочисленных конфликтов с духовенством, связанных с обращением индейцев в рабство, в том числе Диего де Ланда. Монтехо в 1550 г. особым королевским указан был лишен всех званий и титулов и два года, пока длилось расследование находился в Мериде. В 1552 году он был направлен с томами его дела в Испанию, где и скончался в 1553 году после продолжительной и тяжкой болезни.

## Современники о Монтехо
Индейцы тяжело переносили ярмо рабства. Но испанцы держали разделенными их поселения, находившиеся в стране. Однако не было недостатка в индейцах, восстававших против них, на что они отвечали очень жестокими карами, которые вызвали уменьшение населения. Они сожгли живыми несколько знатных лиц в провинции Купуль, других повесили. Были получены сведения о [волнении] жителей Йобаина, селения Челей. Испанцы схватили знатных лиц, заперли в одном доме в оковах и подожгли дом. Их сожгли живыми, с наибольшей в мире бесчеловечностью. И говорит это Диэго де Ланда, что он видел большое дерево около селения, на ветвях которого капитан повесил многих индейских женщин, а на их ногах [повесил] их собственных детей. В том же селении и в другом, которое называют Верей (Verey), в двух лигах оттуда, они повесили двух индианок, одну девушку и другую, недавно вышедшую замуж, не за какую-либо вину, но потому, что они были очень красивыми, и опасались волнений из-за них в испанском лагере, и чтобы индейцы думали, что испанцам безразличны женщины. Об этих двух [женщинах] сохранилась живая память среди индейцев и испанцев, по причине их большой красоты и жестокости, с которой их убили.
Индейцы провинций Кочвах (Cochua) и Чектемаль (Chectemal) возмутились, и испанцы их усмирили таким образом, что две провинции, бывшие наиболее населенными и наполненными людьми, остались наиболее жалкими во всей стране. Там совершали неслыханные жестокости, отрубая носы, кисти, руки и ноги, груди у женщин, бросая их в глубокие лагуны с тыквами, привязанными к ногам, нанося удары шпагой детям, которые не шли так же [быстро], как их матери. Если те, которых вели на шейной цепи, ослабевали и не шли, как другие, им отрубали голову посреди других, чтобы не задерживаться, развязывая их. Они вели большое количество пленных мужчин и женщин для обслуживания, обращаясь с ними подобным образом.
Утверждают, что дон Франсиско де Монтехо не совершал ни одной из этих жестокостей и не присутствовал при них. Напротив, он их считал очень дурными, хотя не мог больше [ничего сделать].